# Danthonia rhizomata
Danthonia rhizomata är en gräsart som beskrevs av Jason Richard Swallen. Danthonia rhizomata ingår i släktet knägrässläktet, och familjen gräs. Inga underarter finns listade i Catalogue of Life.